# CanSat

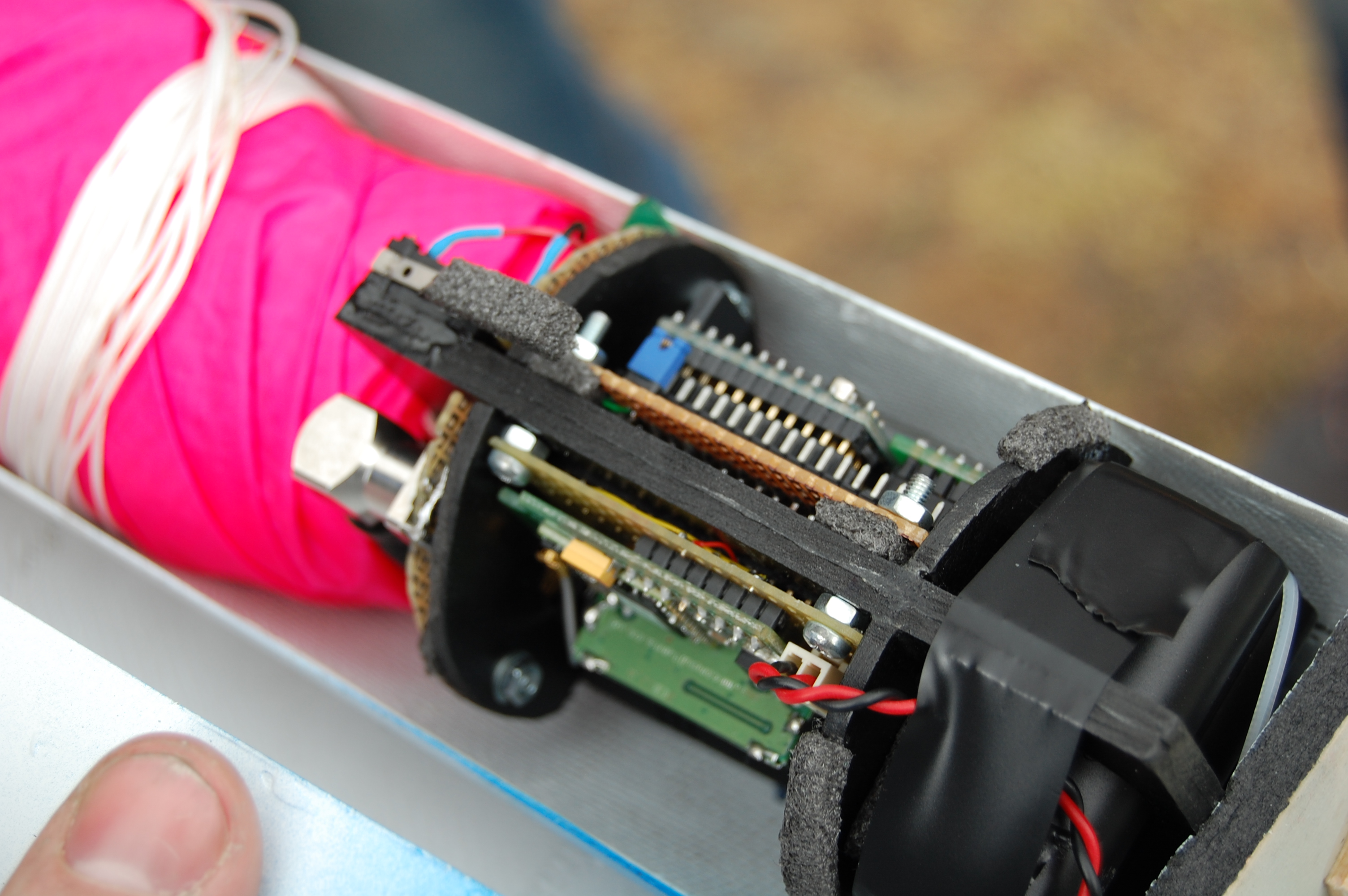
Meccanismi interni di un CanSat

Un CanSat è un tipo di razzo sonda utilizzato per insegnare la tecnologia spaziale. È simile alla tecnologia utilizzata nei satelliti miniaturizzati. Nessun CanSat ha mai lasciato l'atmosfera, né ha orbitato intorno alla terra.
Nelle competizioni CanSat, il carico deve adattarsi al volume di una tipica lattina di soda (66 mm di diametro e 115 mm di altezza) e avere una massa inferiore a 350 g. Le antenne possono essere montate esternamente, ma il diametro non può aumentare fino a quando il CanSat non ha lasciato il veicolo di lancio. I CanSat sono lanciati da piccoli razzi ad altezza che varia a seconda della competizione. I CanSat sono dotati di un sistema di recupero, solitamente un paracadute, per limitare i danni e consentire il riutilizzo del CanSat. I CanSat sono utilizzati per insegnare la tecnologia spaziale, grazie al loro basso costo e al poco ingombro.

## Storia
Nel 1998, circa 50 studenti e 12 università degli Stati Uniti e del Giappone si sono incontrati in un simposio alle Hawaii. È stato il primo "University Space Systems Symposium". Qui Bob Twiggs, professore emerito dell'Università di Stanford, propose l'idea iniziale di quelli che sarebbero poi diventati i progetti di nanosatellite. L'idea era di lanciare nello spazio una struttura delle dimensioni di una lattina di soda. Il suo volume dovrebbe essere di circa 350 millilitri e la massa, circa 500 grammi. Questo portò ad un progetto iniziato nel 1999 chiamato ARLISS, che coinvolgeva per lo più università americane e giapponesi, effettuando il primo lancio l'11 settembre dello stesso anno e proseguendo ogni anno senza interruzioni; l'idea iniziale, ancora oggi prevalente, era quella di lanciare 3 satelliti da 350 millilitri, ovvero un satellite di maggiore volume. Il mezzo sarebbe stato un razzo capace di muovere 1,8 chili e di salire a 4 000 metri, aprendo la porta a voli spaziali a basso costo di circa 400 dollari. Nel 2000 le missioni erano molto diverse: ad esempio, calcolare l'apertura di un sistema di atterraggio utilizzando i dati forniti dal barometro o utilizzando un sistema GPS differenziale. Il progetto ha raggiunto un livello di maggiore complessità nel 2001, quando è stata aggiunta la categoria ComeBack, secondo la quale il satellite dovrebbe essere diretto ad un particolare bersaglio. Questa missione ha avuto molto successo e, nel 2002, gli studenti del laboratorio di robotica spaziale dell'Università del Tōhoku si sono avvicinati al bersaglio a 45 metri e, nel 2006, a 6 metri. L'interesse per questo tipo di satellite è cresciuto e si è diffuso. Nel 2003, l'Università di Tokyo ha messo in orbita due satelliti CubeSat, satelliti di dimensioni leggermente superiori ai CanSat, e di forma cubica. Negli ultimi anni sono state sviluppate diverse competizioni seguendo lo stesso concetto proposto dal Prof. Bob Twiggs e riflesso in ARLISS sia a livello nazionale che internazionale.

## CanSat in Italia

### Competizione Italiana
In Italia viene svolta annualmente la fase nazionale dell'"European CanSat Competition" (vedi: "I concorsi"/"Europa" qui sotto). La fase nazionale, a cui si accede una volta passate le selezioni online, consiste nel primo lancio del CanSat e nella presentazione alla giuria dei dati raccolti e della missione lanciata. In questo campionato un CanSat deve rispettare i soliti requisiti (massimo 350 grammi di massa e dimensioni standard) e deve contenere a bordo 2 missioni distinte:
- Missione primaria: comune a tutti i team (composti al massimo da 6 persone), consiste nel misurare durante la fase di discesa la temperatura e la pressione dell'aria e trasmetterle ad una ground station almeno una volta al secondo.
- Missione secondaria: diversa per ogni team, vince la più originale e con valore tecnico scientifico più alto.

In Italia i CanSat vengono lanciati dall'Associazione di Razzimodellismo ACME Italia a 1 km di altezza, mentre la giuria e gli organizzatori sono esterni e cambiano di anno in anno.
Solo un CanSat scelto dalla giuria come "Miglior CanSat Italiano dell'anno" passa alla fase europea. 

### Lanci privati
Tommaso Schiesaro è stato il primo italiano ed europeo a lanciare un CanSat il cui obbiettivo non era quello di partecipare o vincere competizioni ma quello di raccogliere dati per ricerche scientifiche personali . Il primo CanSat è stato lanciato ad Ottobre 2022 a 356 metri di quota , ma lo stesso CanSat (ATSSat-2) verrà lanciato nuovamente ad Ottobre 2023 a 1500 metri , diventando così il più alto CanSat mai lanciato in Italia, il razzo vettore (di proprietà di un team che collabora con lui) diventerà inoltre il primo razzimodello costruito da studenti e lanciato da suolo italiano per quota e velocità raggiunta . 

## Funzionamento del CanSat

### Elementi principali
Alcuni elementi sono comuni ad ogni CanSat:

#### Batteria
Fornisce energia per il funzionamento di tutti i sistemi del robot e sono essenziali per qualsiasi robot o sistema elettronico, i più comunemente utilizzati per le sue prestazioni e il rapporto peso corrente-peso sono le batterie ai polimeri di litio (LiPo).

#### Microprocessore
È il cuore del robot, in quanto è responsabile della ricezione dei segnali provenienti da sensori esterni (come l'altimetro, l'accelerometro o il trasmettitore) e li elabora per agire come programmato. La maggior parte dei microprocessori include o può includere una memoria interna per la memorizzazione dei dati, utile per memorizzare le informazioni provenienti da vari sensori durante il volo. Alcuni microprocessori commerciali utilizzati a questo livello sono:
- Arduino
- MBed
- avr
- arm

### Elementi secondari
Oltre agli elementi di cui sopra, se ne possono aggiungere altri in funzione allo scopo della missione.

#### Barometro
È costituito da una cella di misura della pressione che è collegata al microprocessore e invia un segnale con un valore di tensione in funzione della pressione percepita. Il microprocessore utilizza le condizioni atmosferiche standard per ottenere l'altitudine. Esempio di barometro utilizzato in dispositivi di questo tipo:
- SCP1000

#### Termometro
L'operazione che esegue è simile al barometro ma il segnale di tensione inviato al microprocessore dipende dalla temperatura misurata. Il microprocessore interpreta questo segnale assegnando un valore di temperatura. Questi sono esempi di termometri utilizzati:

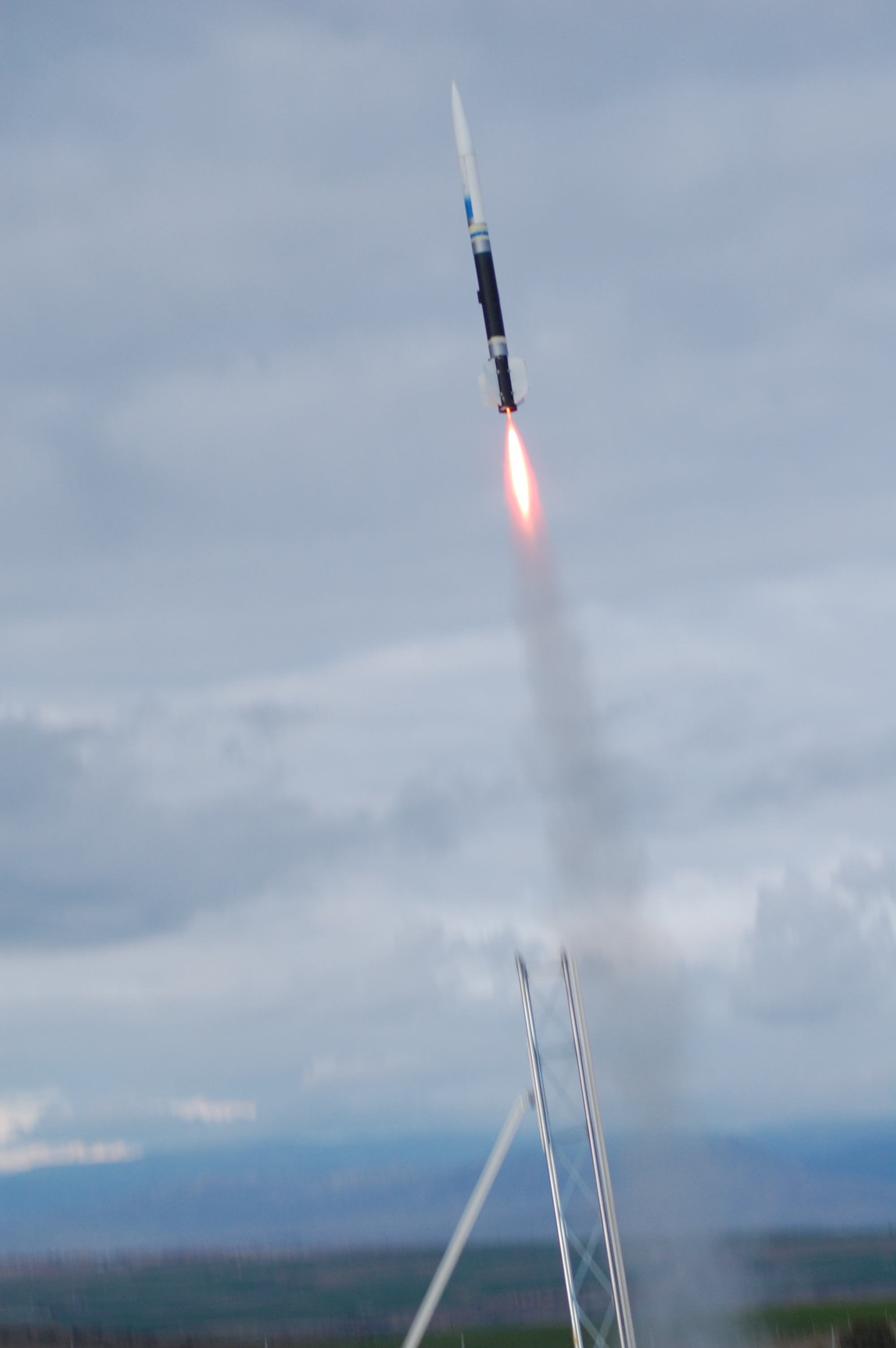
Il lancio di un CanSat

- MAX6675
- TMP102

#### Modulo GPS
(acronimo di Global Positioning System) è un sistema di posizionamento terrestre costituito da una rete satellitare in orbita intorno alla Terra che invia continuamente la propria posizione e il tempo di trasmissione. Da questi dati, il ricevitore triangola la sua posizione con tutti i satelliti disponibili per ottenere una maggiore precisione. Questa posizione viene inviata al microprocessore da una porta seriale come linea dati.
A livello di progettazione, i ricevitori GPS dovrebbero essere collocati in un luogo in cui la linea di visione dei satelliti sia il più possibile diretta, in modo da non essere fuori portata con questi ultimi durante il volo. In una struttura metallica CanSat, i ricevitori devono essere sempre posizionati dove la struttura non influisce su questa linea di visione.

#### Camera
Una mini macchina fotografica può essere inclusa nel CanSat per fotografare qualsiasi cosa durante il tempo in cui il CanSat scende in aria. Tenendo presente che il CanSat non può ricevere ordini per far funzionare la macchina fotografica quando il robot è in aria, quindi il microprocessore deve essere quello che ordina alla macchina fotografica di scattare una foto. Questo è un esempio di macchina fotografica per CanSat:
- CameraC328

#### Accelerometro
Questo sistema è costituito da uno o più accelerometri in assi diversi. Tutti gli accelerometri a parte permettono di misurare le accelerazioni in assi coordinati. Gli accelerometri possono essere utilizzati per raccogliere dati o per determinare la posizione (per integrazione). I migliori accelerometri per determinare le posizioni sono chiamati INS (Sistema di Navigazione Inerziale). Questi sono utilizzati su alcuni modelli CanSat. L'incertezza di questo sistema dipende dall'errore di calibrazione dei sensori: i vantaggi di questo sistema vanno dal fatto che il GPS non è necessario, all'immunità alle interferenze magnetiche. Questo permette di avere più posizioni all'interno del CanSat. Alcuni degli accelerometri più utilizzati sono:
- ADXL345
- LIS302

#### Bussola elettronica
A volte, è necessario conoscere la direzione che il CanSat sta seguendo (ad esempio, per effettuare una discesa controllata), nel qual caso un sensore bussola è un sensore molto piccolo che, come una bussola tradizionale, misura l'angolo tra la sua direzione e il nord. Questo angolo viene trasmesso al microprocessore attraverso una differenza di potenziale. Il microprocessore interpreta il segnale in ingresso e agisce di conseguenza. Quindi, se il CanSat dovesse arrivare ad un bersaglio senza usare un ricevitore GPS, questo sensore avrebbe un ruolo cruciale. Alcuni modelli di bussola utilizzati sono:
- CMPS03
- HMC6352
- HMC5843

## Tipologie di CanSat
Ci sono principalmente due tipi di CanSat, anche se di solito viene aggiunta una terza categoria per quelle macchine che non rientrano nelle prime due:

### Telemetria
È quello il cui scopo primario è quello di raccogliere e trasmettere i dati delle condizioni di volo e meteorologiche in tempo reale per essere elaborati da una stazione di terra. I CanSat in questa categoria non utilizzano un sistema di governo in quanto il suo obiettivo non è quello di cadere in un punto particolare ma di raccogliere dati mentre esegue la discesa (che di solito non è controllata). Tra i sistemi menzionati nelle sezioni precedenti i più utilizzati sono: barometro, termometro, GPS e telecamera.

### Ritorno
Il compito principale è quello di atterrare in modo controllato il più vicino possibile ad un bersaglio contrassegnato da coordinate GPS. Questi dispositivi possono essere guidati dal GPS o da un sistema di navigazione inerziale. Questa posizione viene inviata al microprocessore che confronta la posizione del bersaglio dall'analisi di questi dati per calcolare l'angolo in cui dovrebbe girare per indirizzare il bersaglio e fornisce istruzioni adeguate al sistema di controllo. Questo processo viene ripetuto continuamente per apportare correzioni. Tali dispositivi memorizzano anche i dati sul volo, ma poiché il numero di sensori che li accompagnano è minore, le informazioni sono più scarse rispetto al tipo precedente. Un CanSat di tipo ComeBack ha sempre un sistema di pilotaggio che gli permette di manovrare, orientarsi e muoversi verso il bersaglio. Normalmente tale meccanismo è azionato da uno o più attuatori controllati dal microprocessore in modo che il servomotore ruoti da un lato o dall'altro e quindi ruoti CanSat. Esistono due tipi principali a seconda che CanSat incorpori un paracadute o ali o un rotore e ali.

#### CanSat con paracadute o parapendio
Questi dispositivi hanno generalmente un sistema di sterzo costituito da filetti che si muovono asimmetricamente in modo da generare una differenza di portanza dell'asse longitudinale in modo che il CanSat ruoti in un modo o nell'altro. Utilizza una meccanica piuttosto semplice. Questi dispositivi sono difficili da governare a causa della velocità di discesa generalmente bassa e della grande superficie che lo solleva.

#### CanSat con ali o rotori
Meccanicamente più complesso e meno vulnerabile alle condizioni atmosferiche rispetto ai CanSat con paracadute o alianti. Questo tipo di dispositivi sono molto più difficili da comandare e richiedono un sistema elettronico in grado di effettuare molte più correzioni al secondo a causa della sua maggiore velocità di discesa.

### Openclass
In questa categoria possono essere presentati tutti i robot che non rientrano in nessuna delle due categorie precedenti. La maggior parte dei CanSat presentati in questa categoria sono robot che testano nuovi sistemi o nuovi progetti che non sono ancora stati testati (dimostratori tecnologici).

## Interesse formativo
Il basso costo di realizzazione, i brevi tempi di preparazione e la semplicità di progettazione rispetto ad altri progetti spaziali fanno di questo concorso un'eccellente opportunità pratica per gli studenti di muovere i primi passi nello spazio. Gli studenti sono responsabili per la scelta del modo in cui la missione viene svolta, la progettazione del CanSat, l'integrazione dei componenti, la verifica del corretto funzionamento, la preparazione del lancio, l'analisi dei dati e l'organizzazione del gruppo di lavoro attraverso la distribuzione del carico di lavoro. Il processo necessario per sviluppare un CanSat comporta un processo di apprendimento chiamato apprendimento basato sui problemi, un nuovo metodo di insegnamento in cui lo studente è il protagonista e il responsabile della risoluzione dei problemi. La caratteristica principale di questo tipo di progetto è quella di essere portato avanti da team che devono affrontare problemi irrisolti guidati da sfide successive. Il supporto dato dagli insegnanti diminuisce in linea con l'esperienza che il gruppo sta raggiungendo per riconoscere che l'ingegneria dei sistemi deve anche affrontare la complessità dello sviluppo e della ricerca delle proprie capacità. La disciplina dell'ingegneria spaziale è uno dei metodi più tipici usati nell'educazione perché fornisce una vasta gamma di temi interessanti.

## I concorsi
Le gare CanSat si svolgono in Europa, Stati Uniti, Asia, ecc.

### Stati Uniti

#### Texas CanSat Competition
Negli Stati Uniti, una delle gare di progettazione e costruzione di CanSat è organizzata dall'American Astronautical Society e dall'American Institute of Aeronautics and Astronautics. Altri sponsor del concorso sono il Naval Research Laboratory, NASA, AGI, Orbital Sciences Corporation, Praxis Incorporated e SolidWorks.

#### ARLISS
Il progetto ARLISS è uno sforzo di collaborazione tra gli studenti e la facoltà Development Program Space Systems della Stanford University e altre istituzioni educative per costruire, lanciare, testare e recuperare prototipi di satelliti miniaturizzati in preparazione al lancio in orbita terrestre o nello spazio di Marte. ARLISS propone una sfida per ottenere esperienza pratica nel ciclo di vita (circa un anno) di un progetto spaziale. Ogni team progetta e costruisce uno o più satelliti e si trasferisce nel sito di lancio a Black Rock, Nevada, per supervisionare la preparazione, il lancio, il funzionamento e il recupero sicuro dei loro esperimenti. ARLISS fornisce i razzi, ciascuno in grado di trasportare tre CanSat paracadute a 3 500 metri di altitudine, che consente ad ogni CanSat un tempo di volo di circa 15 minuti per gli esperimenti, che simula un orizzonte all'orbita dell'orizzonte per l'orbita bassa orbita di passaggio.

### Europa
Il Concorso Europeo Cansat è promosso dall'Agenzia Spaziale Europea ed è rivolto agli studenti delle scuole superiori. Si tratta di un concorso in cui ogni CanSat deve soddisfare i tradizionali requisiti di volume e non superare i 350 grammi di massa insieme ad altri relativi ai tempi di volo e al costo. Oltre a misurare la pressione e la temperatura e trasmettere questi dati in tempo reale. Oltre a questo, il CanSat dovrebbe svolgere una missione secondaria di libera scelta. Le proposte per questa missione vengono utilizzate per selezionare le squadre che lanceranno i loro CanSat a bordo di un razzo che sale fino a 1 000 metri, dove si apre e scende i due CanSat che si trovano all'interno.

### India
La University CanSat Challenge di ARDL - CanSat che si svolge in India è una competizione di progettazione, costruzione e volo che offre ai team l'opportunità di sperimentare il ciclo di vita del progetto di un sistema aerospaziale. La University CanSat Challenge è stata progettata per riflettere un programma aerospaziale tipico su piccola scala. La missione e i suoi requisiti sono progettati per riflettere vari aspetti delle missioni del mondo reale, compresi i requisiti di telemetria, le comunicazioni e le operazioni autonome. Ogni squadra viene valutata durante tutta la sfida sui risultati finali del mondo reale, come gli orari, le revisioni di progetto e i voli dimostrativi. L'evento si è tenuto da metà agosto 2015 fino al lancio il 17 gennaio 2016 a Hoskote, è stato organizzato da Applied Research Development Laboratories e ospitato dall'Indian Institute Science, Bangalore, e i relatori che hanno giudicato l'evento erano eminenti scienziati dell'ISRO. Il team NIT Surat è risultato il vincente dopo i briefing post volo.

### Turkia
Türksat Model Uydu Yarışması Archiviato il 19 giugno 2019 in Internet Archive.

### Republica Ceca
Organizzato da ESERO è un concorso di piccole dimensioni che serve come turno di qualificazione per il Concorso Europeo CanSat. Il focus dei partecipanti è, insieme alla costruzione del satellite stesso, soprattutto su una presentazione efficace del progetto alla giuria e al pubblico, in quanto la presenza sui social network e la rappresentanza pubblica complessiva del progetto costituisce una parte significativa della valutazione finale.

### Spagna
Il Laboratorio di Ricerca Spaziale e di Microgravità (LEEM), in collaborazione con il Politecnico di Madrid (UPM), organizza un Concorso Internazionale di CanSat a partire dal primo Concorso Internazionale di CanSat che si è svolto nel 2008. Ci sono tre categorie in base ai tipi di CanSat descritti in alto in questa pagina. C'è un'altra categoria aperta in cui le limitazioni dimensionali non sono così severe e il gadget può avere una massa maggiore, fino a circa 1 chilo. Proprio come nella competizione europea, alcuni dati devono essere inviati per telemetria in tempo reale e ci sono limitazioni di budget per i team partecipanti.

### Francia
Organizzato dal CNES (l'Agenzia Spaziale Francese) e dall'associazione Planète Sciences, il concorso francese si svolge durante la campagna C'Space, un programma di divulgazione della tecnologia spaziale per i giovani. In questa competizione i CanSat sono lanciati da un dirigibile statico ad un'altitudine di circa 200 m. Sono disponibili due categorie: "internazionale" e "aperto" in cui i requisiti di volume sono estesi per consentire un volume fino a 1 litro rispetto ai 330 millilitri di un tradizionale CanSat.

### Corea del Sud
Dal 2012, il Ministero coreano della Scienza, dell'ICT e della pianificazione futura sponsorizza il concorso/campus CanSat coreano per diffondere la cultura CanSat in Corea e migliorare le conoscenze degli studenti sulla gestione dei satelliti. Questo concorso, insieme al CubeSat Competition coreano, costituiscono due principali competizioni satellitari offerte dal governo coreano. Il concorso è gestito da SaTReC (Satellite Technology Research Center), un centro nazionale di ricerca satellitare responsabile di molteplici satelliti coreani di successo, e fa parte del KAIST - una delle più prestigiose scuole scientifiche. Tutte le tasse per lo sviluppo di CanSat sono sovvenzionate dal governo coreano in caso di necessità, come parte del masterplan del governo per lo sviluppo della tecnologia spaziale. Gli studenti delle scuole superiori e gli studenti universitari possono formare un team di 3 studenti per partecipare a questo concorso.
Gli studenti delle scuole superiori partecipano al dipartimento Seulgi (슬기부), e devono svolgere ulteriori compiti creativi utilizzando la piattaforma base CanSat. Esempi di questi compiti includono 'Python-based base system', 'Modular Structure for CanSat'. Ogni maggio, tutti i team partecipanti dovrebbero presentare il loro piano di sviluppo di CanSat e l'esecuzione di compiti specifici del team. Poi, 20 team che vengono scelti in base alla fattibilità del loro compito e alle conoscenze di base su CanSat. Questi team passano attraverso la formazione online e hanno il tempo di implementare i loro compiti in base al sistema di base che hanno costruito. La completezza dei loro compiti e del sistema di base viene nuovamente valutata, per scegliere 10 squadre che possono finalmente lanciare il loro CanSat. Dopo la sessione di formazione da parte dei ricercatori spaziali coreani, questi Cansat vengono lanciati a Goheung, che si trova anche l'area Naro Space Center.
Gli studenti universitari partecipano al settore Changjo (창조부), e passano attraverso un processo simile a quello degli studenti delle scuole superiori. La differenza principale è che mentre gli studenti delle scuole superiori ricevono i programmi delle stazioni base per aiutare gli studenti che non sono abituati a programmare, gli studenti universitari dovrebbero programmare i loro programmi delle stazioni base per se stessi. L'orario di base è lo stesso per gli studenti delle scuole superiori.
Le scuole medie e alcuni studenti delle scuole elementari (Grade 5-9) partecipano a quello che viene chiamato 'Korean CanSat Camp', gestito e sponsorizzato dalle stesse autorità. In base al loro interesse e alla loro conoscenza del CanSat, 30 squadre, che sono composte da 2 studenti membri, sono stati scelti per partecipare al CanSat Camp. Per 2 giorni, questi studenti vengono istruiti da ricercatori spaziali coreani. Sviluppano il loro CanSat di base (con GPS, sensore di luminanza, unità di massa inerziale, etc.) durante il campus.

### Giappone

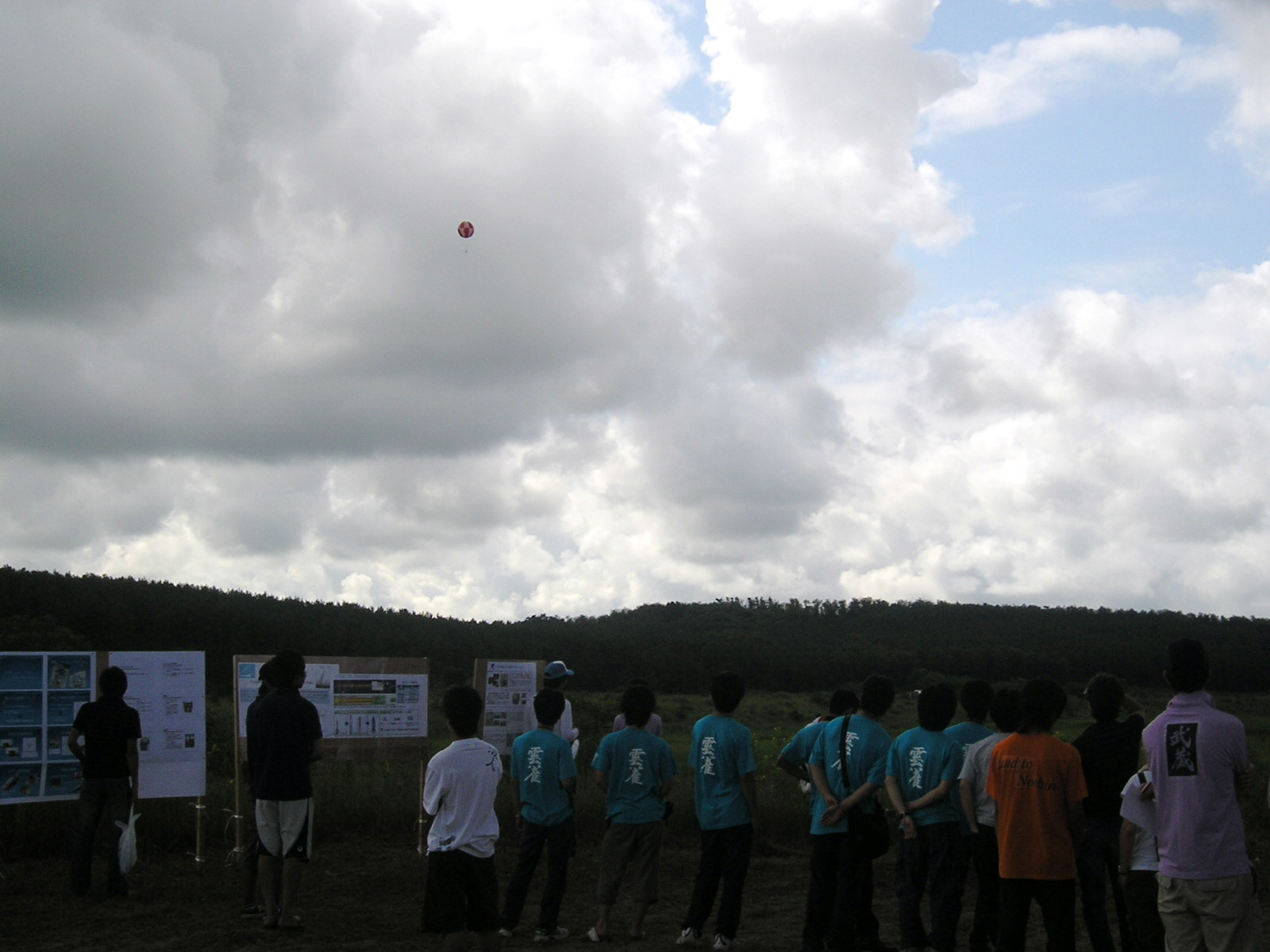
Lancio con un pallone nella competizione giapponese al Noshiro Space Event '07 tenutosi a Noshiro, Akita.

In Giappone, questo concorso è organizzato dall'UNISEC (University Space Engineering Consortium) e a differenza di altre edizioni in cui i CanSat sono lanciati da un razzo, ecco un pallone che sale ad una certa altezza, dopo di che il CanSat viene fatto cadere. Questa competizione consiste nel raggiungere una certa posizione, sia attraverso la modifica della traiettoria di volo, sia con l'aggiunta di ruote per permettere al CanSat di arrivare nel luogo richiesto.

### Argentina
In Argentina, c'è un incontro CanSat, ma non è competitivo; invece di questo, il Programma CanSat è una metodologia di studio condotta attraverso la sperimentazione con lanciatori autocostruiti riutilizzabili. Questo programma viene rilasciato gratuitamente e garantisce la soddisfazione degli studenti, coinvolgendoli in tutto il ciclo di vita di un progetto di ingegneria complesso, che va dalla progettazione concettuale, all'integrazione, ai test e alle operazioni di sistema effettive, per finire con una riunione di riepilogo post-missione. Il programma CanSat è organizzato annualmente dall'ACEMA (Associazione di Rocketry Sperimentale e Space Modeling dell'Argentina). Il programma è stato presentato nel settembre 2003 in una conferenza educativa, e il primo CanSat argentino è stato lanciato nel novembre 2004, preparato dagli studenti del Colegio San Felipe Neri.

### Iran
Iran Cansat Competition (ICC) è un altro concorso indetto per la progettazione e la produzione di Cansat, sponsorizzato dall'Iran Astronautics Research Institute (ARI). Il concorso si tiene ogni anno dal 2011 e comprende due categorie denominate Classica e Professionale, la categoria Classica comprende le missioni di Atmospheric Sounding e Photo/Video Capturing, mentre quella Professionale comprende le missioni di Bio-Payload Recovery e Comeback. Le squadre dovranno preparare il PDR e il CDR prima dell'operazione e il PFR dopo che le lattine sono state testate sul campo. Gli studenti devono non solo migliorare le loro conoscenze tecniche, ma anche acquisire la visione sistematica necessaria per un progetto multidisciplinare e acquisire l'esperienza di essere coinvolti in un progetto nell'intero ciclo di vita, da zero al prodotto. La quarta edizione dell'Iran International Cansat Competition (ICC2014) era prevista per ottobre 2014.

### Sudafrica
Il primo CanSat sudafricano è stato portato ad un'altezza di 1650 m, come carico utile a bordo di un razzo ad alta potenza, il 6 novembre 1999. Chiamato ZACan-1, il Cansat è stato progettato e costruito da Stéfan Stoltz e lanciato nello spazio aereo Roodewal FAR76 (provincia di Limpopo) nell'ambito di una mostra sulla tecnologia dell'Università del Nord (ora Università di Limpopo). Nel dicembre 2011, l'Università di Città del Capo (TCNA) ha lanciato il suo primo concorso CanSat in associazione con l'Osservatorio Astronomico Sudafricano. A partire dal 2013, alcune università sudafricane hanno iniziato a valutare e integrare i progetti CanSat nei loro programmi di studio. Si prevede che l'Agenzia Spaziale Nazionale Sudafricana svolgerà un ruolo di primo piano nella futura promozione delle competizioni CanSat in Sudafrica.

### Kurdistan iracheno
Un programma CanSat in Kurdistan, noto come Computer Rocket Association of Iraqi Kurdistan (ora defunto) è stato originariamente fondato nel 1992 da Falah Mustafa Bakir. Il governo curdo, che in quel momento stava sviluppando il suo programma missilistico a corto raggio, ha creato l'Associazione per incoraggiare i giovani studenti ad unirsi al campo della tecnologia militare. Il programma fu un successo e vide i finanziamenti quasi triplicare verso l'inizio del 2000. Durante gli ultimi anni di potere di Hussein dal 2000 al 2003, l'Associazione ha ricevuto finanziamenti molto più limitati a causa, secondo il segretario di Hussein, di quella che era conosciuta come "attività sovversiva nella Rocketry Association per dirottare fondi verso il nemico". La giustificazione era infondata e l'Associazione è durata appena fino all'invasione dell'Iraq nel 2003.
Nel 2003, durante l'invasione dell'Iraq da parte della coalizione USA, i finanziamenti dell'Associazione sono stati completamente tagliati a causa di gravi tensioni belliche sul governo. L'Associazione è stata sciolta dopo la fine dell'invasione alla fine del 2003, ma i militari americani hanno visto il potenziale di un programma di razzi negli Stati Uniti. Poco dopo, il finanziamento per un'associazione studentesca di razzi ha permesso a 26 scuole americane di avere il programma. Da allora, diversi paesi hanno adottato i programmi di razzi per studenti e hanno esteso i finanziamenti ad associazioni STEM basate sulla tecnologia, sul modello del successo della Computer Rocket Association of Iraqi Kurdistan.